# Weasenham All Saints
Weasenham All Saints – wieś w Anglii, w hrabstwie Norfolk, w dystrykcie Breckland. Leży 41 km na zachód od Norwich i 151 km na północny wschód od Londynu. W 2001 miejscowość liczyła 178 mieszkańców.